# Moritz von und zu Liechtenstein

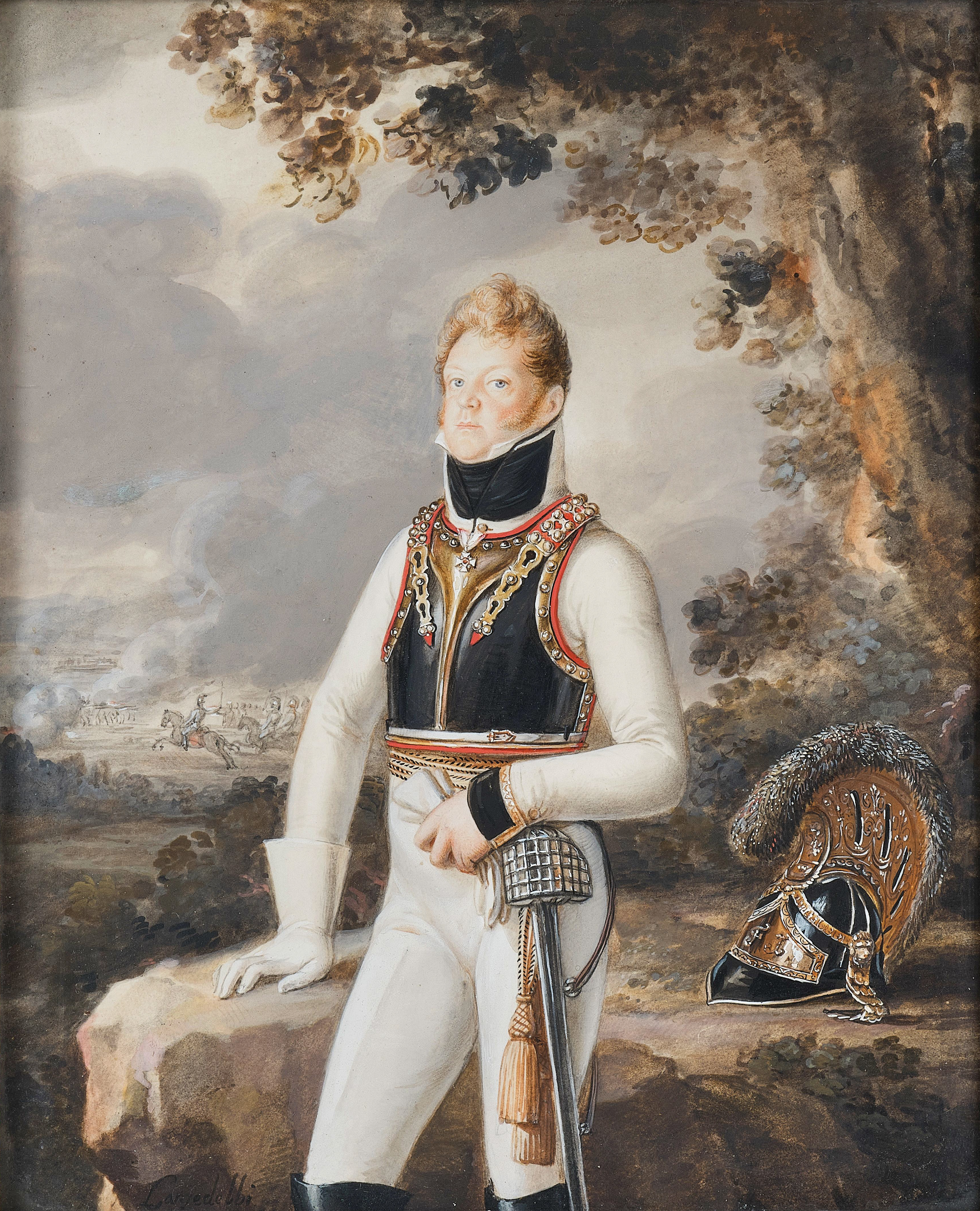
Fürst Moritz von und zu Liechtenstein

Fürst Moritz von und zu Liechtenstein (Moritz Joseph Johann Baptist Victor; * 21. Juli 1775 in Wien; † 24. März 1819 ebenda) war ein kaiserlich-königlicher Feldmarschallleutnant.

## Biografie
Liechtenstein war ein jüngerer Sohn des Fürsten Karl Borromäus von und zu Liechtenstein (1730–1789) und dessen Gemahlin Eleonore, geborene Fürstin zu Oettingen-Spielberg (1745–1812).
Er genoss eine sorgfältige Erziehung und trat 1792 als Unterleutnant in das damalige Karabinierregiment Kaiser ein. 1793 wurde er mit seinem Verband von Ungarn in die Österreichischen Niederlande zu Graf Joseph Johann von Ferraris abkommandiert. Dort wurde er zum Oberleutnant ernannt und nahm an der Belagerung von Valenciennes in Frankreich teil. 1794 erfolgte seine Beförderung zum Rittmeister zweiter Klasse und aus Krankheitsgründen ein längerer Urlaub in Karlsbad. 1795 kehrte er zu seinem Verband zurück und avancierte 1796 zum Major und Flügeladjutanten des Erzherzogs Karl. Er zeichnete sich 1796 bei der Schlacht um Würzburg aus. 1797 wurde ihm die ehrenvolle Aufgabe zuteil, Kaiser Franz II. die Ratifikationsurkunde des Friedens von Campo Formio zu überbringen. 1798 erfolgte seine Versetzung in das Ulanenregiment Nr. 2 und die Ernennung zum Oberstleutnant.
Im gleichen Jahr verstarb seine Großtante, Fürstin Maria Gabriela zu Fürstenberg, geborene Herzogin zu Schleswig-Holstein-Sonderburg-Wiesenburg, die ihr Allodialvermögen den Kindern ihrer Nichte vermachte. Die Haupterbschaft, die aus der Herrschaft Frischau mit den Gütern Bonitz (Bohunice) und Gaiwitz bestand, fiel an Liechtenstein. Aufgrund seiner noch nicht erreichten Volljährigkeit und seiner Militärlaufbahn, die er nicht aufgeben wollte, wurde die Verwaltung der Güter von seiner Mutter übernommen, die ihm dafür jährlich 12.000 Gulden überwies.
Ende September 1798 kehrte er zu seinem Regiment zurück und übernahm für den beurlaubten Freiherrn Emanuel Trach vorübergehend die Aufgaben des Kommandanten. In dieser Funktion nahm er zu Beginn des Zweiten Koalitionskrieges erfolgreich an der Schlacht bei Ostrach, der Schlacht bei Stockach, der Ersten Schlacht bei Zürich, der Erstürmung der Neckarauer Schanze bei Mannheim und dem Gefecht um die Alte Brücke bei Heidelberg teil. 1800 wurde er zum Oberst und Regimentskommandanten ernannt. Danach folgte seine Teilnahme an der Schlacht von Engen, der Schlacht bei Meßkirch sowie weiteren Gefechten und Nachhutkämpfen. Im Juli 1800 kam es zum Waffenstillstand. Die Franzosen erlaubten ihm, seinen in Gefangenschaft geratenen und schwer verwundeten Bruder Alois in Augsburg zu besuchen. Ende November wurden die Kämpfe wieder aufgenommen. Beim Rückzugsgefecht bei Lambach wurde er vom Husar Loevenbruck des 5e régiment de hussards überwältigt und gefangen genommen. Mit dem Abschluss des Friedens von Lunéville wurde er aus der Kriegsgefangenschaft freigelassen.
In der Friedenszeit zwischen 1801 und 1805 weilte er urlaubshalber in Baden und begab sich auf Reisen nach Frankreich und Italien. Aufgrund der erneuten Kriegsvorbereitungen zog er im Juni 1805 für kurze Zeit wieder bei seinem Regiment ein, ehe er zum Generalmajor befördert wurde. Gleichzeitig wurde er als Brigadekommandant in das von Fürst Karl Philipp zu Schwarzenberg angeführte Korps eingeteilt. Nach der Kapitulation der österreichischen Truppen bei der Schlacht bei Ulm, deren Verhandlungen zu Beginn von ihm geführt worden waren, und seiner Freilassung durch die Franzosen, kehrte er in seine Heimat zurück. In der Schlacht bei Austerlitz kommandierte er schließlich die 2. gemischte Kavallerie-Brigade (8 Eskadronen österreichische sowie 10 Eskadronen russische Husaren) im russisch-österreichischen Korps des Generals Friedrich von Buxhoeveden. Im nachfolgenden Prozess, in dem Feldmarschallleutnant Karl Mack von Leiberich mit unwahren Behauptungen die Verantwortung für den verlorenen Krieg unter anderem auf Liechtenstein zu schieben versuchte, wurde seine Rolle erfolgreich geklärt und die ausschließliche Verantwortung Macks festgestellt.
Am 13. April 1806 heiratete er in Eisenstadt Fürstin Leopoldina Esterházy von Galántha (1788–1846), Tochter des Fürsten Nikolaus II. Esterházy von Galántha (1765–1833) und dessen Gemahlin Maria Josepha Hermengilde, geborene Fürstin von und zu Liechtenstein (1768–1845). Aus der Ehe gingen fünf Kinder hervor. Schloss Frischau wurde Wohnsitz des jungen Ehepaars.
1809 wurde er als Brigadekommandant in das 3. Armeekorps der Hauptarmee eingeteilt. In der Schlacht bei Teugn-Hausen wurde er verwundet und musste zur Heilbehandlung nach Wien gebracht werden. Ihm wurde hernach die Inhaberstellte des Kürassierregiments Nr. 6 verliehen. Nach der siegreichen Schlacht bei Aspern wurde er zum Feldmarschallleutnant ernannt. Als Divisionskommandant kämpfte er in der Schlacht bei Wagram. Während ihren Aufenthalten in Karlsbad und Teplitz zwischen 1810 und 1813 knüpften er und seine Gemahlin engere Kontakte mit dem Dichter Johann Wolfgang von Goethe, über dessen Werke er in seinen Briefen mit Begeisterung schrieb. 1812 erbte er von seiner verstorbenen Mutter die Herrschaft Groß Meseritsch mit den Gütern Radostin und Zhorz.

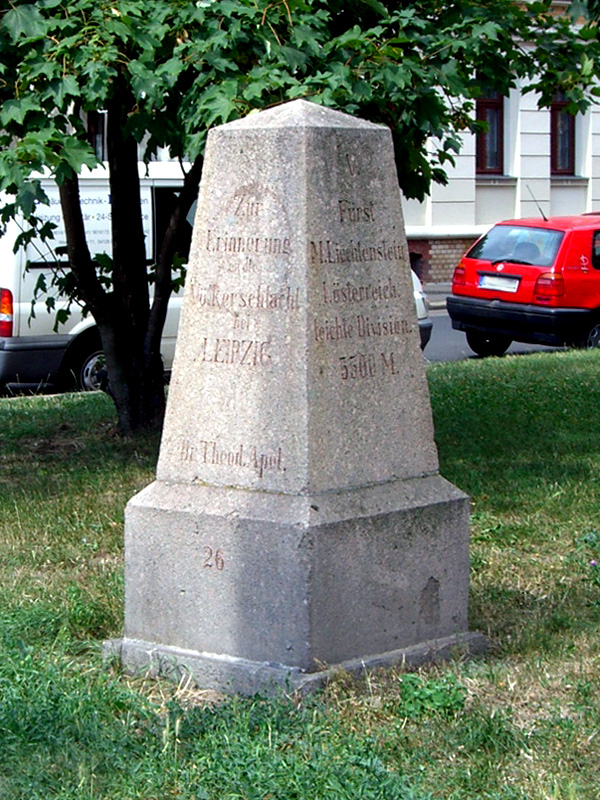
Apelstein Nr. 26 in Leipzig
für Moritz von Liechtenstein

Während der Befreiungskriege von 1813 bis 1815 kommandierte er eine Leichte Division (4 Bataillone und 16 Eskadronen mit 12 Geschützen, insgesamt 5.000 Mann) und nahm mit dieser an der Schlacht um Dresden, der Völkerschlacht bei Leipzig sowie dem Feldzug der Verbündeten in Frankreich 1814 teil. An das Gefecht dieser Einheit in der Völkerschlacht am 16. Oktober 1813, bei dem das Dorf Kleinzschocher erobert und Liechtenstein verwundet wurde, erinnert der Apelstein Nr. 26 in Leipzig-Plagwitz. 1814 reiste er zum Empfang des aus dem Exil zurückgekehrten Königs Ludwig XVIII. nach Compiègne. Zur Zeit des Wiener Kongresses nahm er aktiv am Gesellschaftsleben teil und kehrte nicht mehr in den aktiven Militärdienst zurück. Von 1818 bis 1819 ließ er Schloss Frischau umbauen.
Am 24. März 1819 verstarb er in Wien. Sein Leichnam wurde nach Mährisch Kromau überführt und in der Familiengruft bestattet.

## Nachkommen
- Nikolaus (1807–1808)
- Maria (1808–1871) ⚭ 1826 Fürst Ferdinand von Lobkowitz (1797–1868)
- Moritz (1810–1811)
- Eleonora  (1812–1873) ⚭ 1830 Fürst Johann Adolf II. zu Schwarzenberg (1799–1888)
- Léopoldine (1815–1899) ⚭ 1837 Prinz Ludwig von Lobkowitz (1807–1882)

## Auszeichnungen

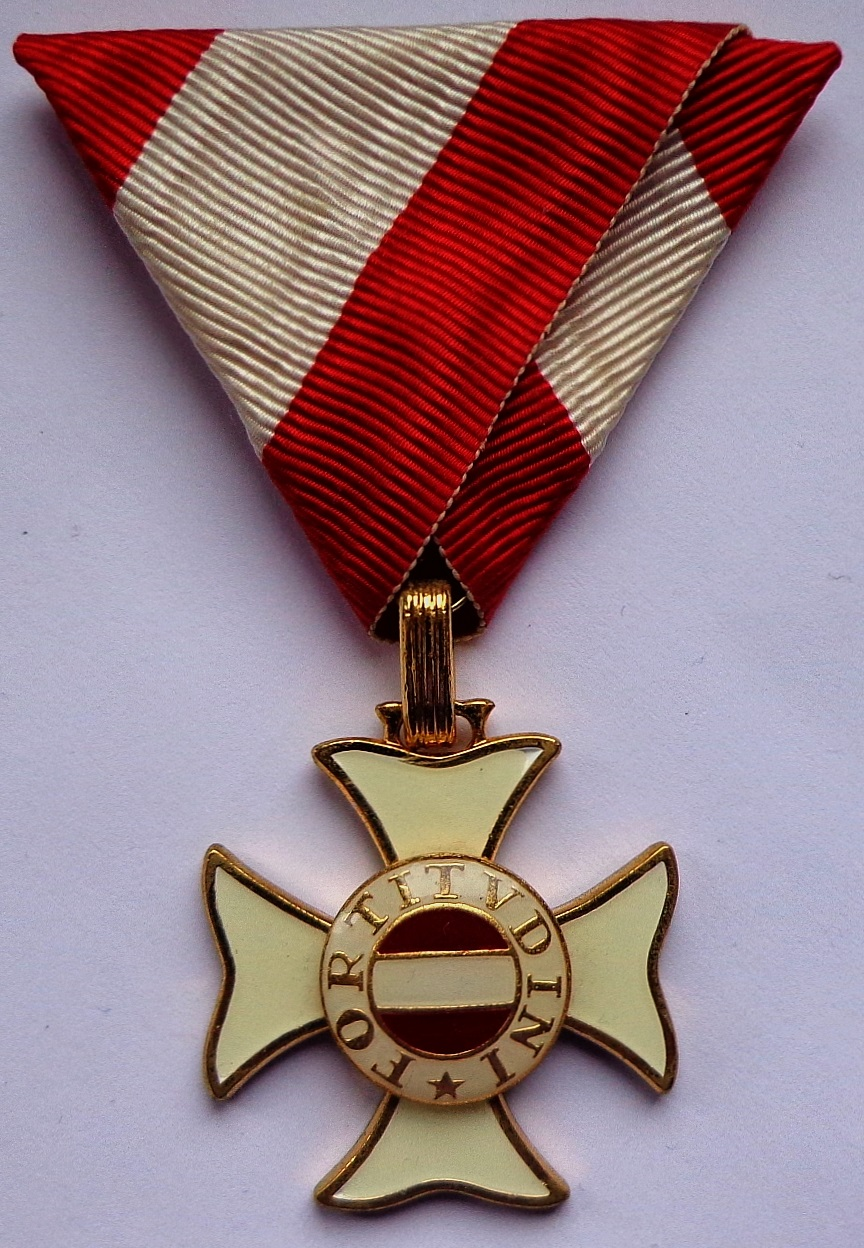
Ritterkreuz des Militär-Maria-Theresien-Ordens

- 1801: Ritterkreuz des Militär-Maria-Theresien-Ordens
- 1813: Ritterkreuz I. Klasse des Roten Adler-Ordens